# Gamvik
Gamvik é uma comuna da Noruega, com 1 413 km² de área e 1 134 habitantes (censo de 2004).         